# Tokyo Broadcasting System
Tokyo Broadcasting System Holdings, Inc. (яп. 株式会社東京放送ホールディングス, Kabushiki-gaisha Tōkyō Hōsō Hōrudingusu), TBS Holdings, Inc., або TBSHD — японська холдингова компанія комерційного телерадіомовлення.
Заснована 17 травня 1951 року як радіомовна компанія «Радіо Токіо». Розпочала телемовлення 1954 року на загальнонаціональному рівні. Має два канали — кабельний та супутниковий (BS Asahi). Спеціалізується на розважальних програмах і мелодрамах.
Головна штаб-квартира компанії розташована в місцевості Асака району Мінато метрополії Токіо. Власниця компаній Телебачення TBS, Радіо і Комунікації TBS. Має тісні зв'язки із газетою «Майніті сімбун».
Скорочена назва — TBS (Ті-Бі-Ес).